# CPSF 401-466
Colecția „Povestiri științifico-fantastice” a fost un periodic de literatură pentru tineret editat de revista „Știință și Tehnică”. Prima serie a apărut în 1 octombrie 1955 și a cuprins 466 de numere, publicate de două ori sau, pentru o scurtă perioadă, de trei ori pe lună, până în aprilie 1974. Primele 80 de numere au fost traduse și în limba maghiară. A existat și o serie în limba germană. Reluată după 1990, numele i-a fost schimbat în Anticipația - Colecția „Povestiri științifico-fantastice”. Coperțile revistelor au fost desenate de ilustratori ca Nicu Russu, Aurel Buiculescu, Marius Ghergu, Victor Wegemann, Laurențiu Cerneț.

### CPSF 401-450
- 401 / 1.08.1971 Ghennadi Gor - Un Melmoth electronic (2) (traducere de Igor Block); Vladen Bahnov - Ce este diavolul? (traducere de Nicolae Manea)
- 402 / 15.08.1971 Adrian Rogoz - Science-fiction-ul brazilian și coloratura lui aparte; Zora Seljan - Cuvântul (traducător necunoscut); Leon Eliachar - Experiența (traducere de Carmen Opriș); Eugen Moraru - Un accident ciudat; Eugen Moraru - Parafantastică; Eugen Moraru - Extras dintr-un jurnal de bord; Eugen Moraru - Prin Galaxie după Ada; Eugen Moraru - Chemare spre necunoscut; Mihu Antin - Întoarcerea lui King-Kong; Mihu Antin - Dialog necunoscut; Dinu Hănuș - Previziunile S.F. în comparație cu realitatea; Adrian Rogoz - Omul care a născocit fizica (Herbert George Wells); Vasile Crăiță-Mîndrea - Umor; „... Și al dv. zero”; Mihu Antin - Umor
- 403 / 1.09.1971 Mihail Cosma - Cantonierul gaslactic; Hoshi Shinichi - Tutunul (traducere de Iacob Babin)
- 404 / 15.09.1971 Ion Hobana - Două premiere din istoria fantasticului științific; Fitz James O'Brien - Ce-a fost asta?; Maurice Renard - „Omul cu trup inconsistent” („L'homme au corps subtil” 1913 / „La Singulière destinée de Bouvancourt”)
- 405 / 1.10.1971 I. M. Ștefan - P.G.7 luptă contra-cronometru (1); Florin Zăgănescu - De la Icar la cuceritorii Lunii: Misiunea Apollo-15 și automobilul ei selenar; Emil Bogoș - Umor
- 406 / 15.10.1971 I. M. Ștefan - P.G.7 luptă contra-cronometru (2); Ion Hobana - „Imaginile posibilului” la Castelul San Giusto; C. Botezatu - Umor
- 407 / 1.11.1971 I. M. Ștefan - P.G.7 luptă contra-cronometru (3); Ion Hobana - Mărirea și decăderea Planetei Maimuțelor; Posța redacției;
- 408 / 15.11.1971 I. M. Ștefan - P.G.7 luptă contra-cronometru (4)
- 409 / 1.12.1971 I. M. Ștefan - P.G.7 luptă contra-cronometru (5); Gianfranco de Turris - Însemnăro despre un congres trecut și despre unul viitor (traducător neprecizat); Vasile Crăiță-Mîndră - Umor; Ion Hobana - Conferința SF de la Budapesta
- 410 / 15.12.1971 I. M. Ștefan - P.G.7 luptă contra-cronometru (5);Romulus Bărbulescu și George Anania - Aventură pe fluviul de hidrogen (1)
- 411 / 1.01.1972 Vasile Băran - Fantasma (1); Romulus Bărbulescu și George Anania - Aventură pe fluviul de hidrogen (2)
- 412 / 15.01.1972 Vasile Băran - Fantasma (2); Adrian Rogoz - Ce-i datorăm lui Dante; Poșta cititorilor; Bogdan I. Pașa - Enigmele planetei Marte. Mareele și deriva continentelor terestre
- 413 / 1.02.1972 Vasile Băran - Fantasma (3); Bogdan I. Pașa - Enigmele planetei Marte. Mareele și deriva continentelor terestre (2)
- 414 / 15.02.1972 Maya Niculescu - Ochii Sfinxului (1); Horia Aramă - Vânătorul; Horia Aramă - Liniște în eter; Bogdan I. Pașa - Enigmele planetei Marte. Mareele și deriva continentelor terestre (3)
- 415 / 1.03.1972 Maya Niculescu - Ochii Sfinxului (2); Bogdan I. Pașa - Enigmele planetei Marte. Mareele și deriva continentelor terestre (4); Luca Ionel - Umor; (???) - Cronologie spațială (1)
- 416 / 15.03.1972 Maya Niculescu - Ochii Sfinxului (3); Ovidiu Tincu - Mirajul; Mihu Antin - Un arhitect și câțiva extratereștri răi: „Invadatorii”; C. Botezatu - Umor; (???) - Cronologie spațială (2); Teodor Axioti - Drama doctorului Henry Jekyll
- 417 / 1.04.1972 Mihail Tihonovici Emțev și Ermei Iudovici Parnov - Căderea supernovei (traducere de Radu Gonciarov)
- 418 / 15.04.1972 Grigore Dumitrescu - Substratul unei crime perfecte; Grigore Dumitrescu - Mesajul; Grigore Dumitrescu - Ficțiune; (???) - Anticipații spațiale; Clement Alecsandrescu - Cercetări ozeniste la Casa de cultură a studenților
- 419 / 1.05.1972 Constantin Mihăescu - A doua confruntare; Tudor Alexandru - Romanță despre un broscoi, un diplodoc și mai multe idei răsucite; Frida Papadache - Ambrose Bierce; Ambrose Bierce - Fiara nevăzută (traducere de Frida Papadache); Adrian Rogoz - Aventura marțiană; M. Cerbu (???) - O nouă rampă de lansare a literaturii S.F. la Timișoara; Iancu Tudorache și Teodor Frasin - Careu magic
- 420 / 15.05.1972 Zbigniew Przyrowski - Două secole de literatură științifico-fantastică poloneză (traducător neprecizat); Konrad Fialkowski - A cincea dimensiune (traducere de Alexandru Plăieșu); Ambrose Bierce - Omul și șarpele (traducere de Frida Papadache); Ion Hobana - Un avatar fericit al Planetei Maimuțelor; Daniel Cocoru - Prima consfătuire a cenaclurilor S.F. din România; Poșta redacției; Poșta cititorilor
- 421 / 1.06.1972 Adrian Rogoz - Marius Ghergu; Adrian Rogoz - Aurel Buiculescu; Adrian Rogoz - Un puternic team S F în lumina reflectoarelor; Titus Filipaș - Făt-Frumos din tei; Titus Filipaș - Descoperirea jocului; Titus Filipaș - Eterul; Titus Filipaș - Ianus; Alexandru Mironov - Crimă și pedeapsă; Alexandru Mironov - Popesciada I-II; Alexandru Mironov - Mașina finală; Mihai Popescu - Un incident neprevăzut; Ștefan Nicolici - În ultima clipă; Radu Honga - Ghinionistul
- 422 / 15.06.1972 Andrei Vidraru - Lupta pentru senzații; Andrei Vidraru - Monumentul viu; Andrei Vidraru - Cele 23 sw întrebări ale lui Den; Konrad Fialkowski - Ploxis (traducere de Alexandru Plăieșu); Radu Honga - Vizionarul; Alexandru Mironov - Cenaclul de anticipație „Henri Coandă” din Craiova; Mihu Antin - Invadatorii
- 423 / 1.07.1972 Ștefan Zaides - Paradisul celui care a sfidat lumea (1); Florin Zăgănescu - Cea mai îndelungată expediție selenară și oamenii ei temerari;
- 424 / 15.07.1972 Ștefan Zaides - Paradisul celui care a sfidat lumea (2); Emanuel Reicher - Cronică (en passant fantastică) a șahului (1)
- 425 / 1.08.1972 Ștefan Zaides - Paradisul celui care a sfidat lumea (3); Emanuel Reicher - Cronică (en passant fantastică) a șahului (2); Adrian Rogoz (???) - Autori români premiați la Congresul european de literatură științifico-fantastică
- 426 / 15.08.1972 Ștefan Zaides - Paradisul celui care a sfidat lumea (4); Emanuel Reicher - Cronică (en passant fantastică) a șahului (3); Cel de-al treilea concurs național de literatură șttințifico-fantastică; Sandu Lucian - Umor
- 427 / 1.09.1972 Ștefan Zaides - Paradisul celui care a sfidat lumea (5); Emanuel Reicher - Cronică (en passant fantastică) a șahului (4); (???) - Palmaresul primului congres european de literatură științifico-fantastică; (???) - Palmaresul celui de al X-lea Festival internațional al filmului științifico-fantastic; Ovidiu Șurianu - Mircea Șerbănescu, „Misterioasa sirenă”; Mircea Șerbănescu - Viața de cenaclu S.F.: În căutarea propriei vocații
- 428 / 15.09.1972 Adrian Rogoz - Un evenimentul pe firmamentul science-fiction-ului; Vasile Mănuceanu - Captivii (1); Emanuel Reicher - Cronică (en passant fantastică) a șahului (5)
- 429 / 1.10.1972 Vasile Mănuceanu - Captivii (2); Emanuel Reicher - Cronică (en passant fantastică) a șahului (6); Sandu Lucian - Umor
- 430 / 15.10.1972 Vasile Mănuceanu - Captivii (3); Emanuel Reicher - Cronică (en passant fantastică) a șahului (7); Nicolae Țiroi - Ovidiu Șurianu, „Întâlnire cu Hebe”
- 431 / 1.11.1972 Konrad Fialkowski - Biohazardul (1) (traducere de Alexandru Plăieșu); Emanuel Reicher - Cronică (en passant fantastică) a șahului (8); Mircea Șerbănescu - Din nou despre activitatea cenaclului Ș. F. din Timișoara; Constantin Vintilescu - Glose la o culegere de povestiri ș. f.;
- 432 / 15.11.1972 Dragomir Horomnea - Monștrii lui Prasad (1); Konrad Fialkowski - Biohazardul (2) (traducere de Alexandru Plăieșu); POșta concursului; Emanuel Reicher - Cronică (en passant fantastică) a șahului (9)
- 433 / 1.12.1972 Ion Hobana - Lino Aldani; Lino Aldani - 37 grade Celsius (1) (traducere de Ion Hobana); Dragomir Horomnea - Monștrii lui Prasad (2); Emanuel Reicher - Cronică (en passant fantastică) a șahului (10)
- 434 / 15.12.1972 Lino Aldani - 37 grade Celsius (2) (traducere de Ion Hobana); Adrian Rogoz - Ivan Efremov în eternitate; Emanuel Reicher - Cronică (en passant fantastică) a șahului (11); Poșta redacției; Poșta cititorilor
- 435 / 1.01.1973 Adrian Rogoz - Exerciții preolimpice; Voicu Bugariu - Dansul pinguinilor; Tabák László - Mașina complicată și omul simplu (traducere de Gelu Păteanu); Herman Brunea - Compunere liberă; Eugen Moraru - Înțelegere târzie; Grigore Dumitrescu - Necunoscuta; Adrian Rogoz (sub pseudonimul Aurel Șoimulescu) - Test la educația cetățenească; Emanuel Reicher - Cronică (en passant fantastică) a șahului (12); I. M. Vintilă - Umor
- 436 / 15.01.1973 Ion Hobana - Cuvânt înainte; Jules Verne - O fantezie a doctorului Ox (1) (traducere de Sanda Radian); Ana Barbara Rebegea - Pulsul nostru actual (1); Sandu Lucian - Umor; Emanuel Reicher - Cronică (en passant fantastică) a șahului (13); Sandu Lucian - Umor
- 437 / 1.02.1973 Jules Verne - O fantezie a doctorului Ox (2) (traducere de Sanda Radian); Ana Barbara Rebegea - Pulsul nostru actual (2); Adrian Rogoz (???) - „Cenaclul marțienilor” pe rampa de lansare; Emanuel Reicher - Cronică (en passant fantastică) a șahului (14); Mihu Antin - Umor
- 438 / 15.02.1973 Jules Verne - O fantezie a doctorului Ox (3) (traducere de Sanda Radian); Emanuel Reicher - Cronică (en passant fantastică) a șahului (15); Florin Zăgănescu - De la Icar la cuceritorii Lunii: Ultimul act al grandiosului program „Apollo”; Eugen Moraru - Vă prezentăm: „Cercul de ipoteze extraordinare - Tahionii”
- 439 / 1.03.1973 Karinthy Frigyes - Legenda despre omul cu o mie de chipuri (1) (traducere de Costache Anton și Eugen Hadai); Kuczka Péter - Literatura științifico-fantastică în Ungaria (1)(traducere de Gelu Păteanu); Emanuel Reicher - Cronică (en passant fantastică) a șahului (XVI); Daniel Cocoru - Solaris,— primul fanzin român
- 440 / 15.03.1973 Adrian Rogoz (???) - Ion Ilie Iosif; Ion Ilie Iosif - Noi probleme!; Emil Bogos - Umor; Karinthy Frigyes - Legenda despre omul cu o mie de chipuri(traducere de Costache Anton și Eugen Hadai); Kuczka Péter - Literatura științifico-fantastică în Ungaria (1) (traducere de Gelu Păteanu); Emanuel Reicher - Cronică (en passant fantastică) a șahului (XVII); Colocviu - O discuție despre om, știință și etică. Pe marginea filmului „Solaris”; I. Golovanov - Fără artificii; G. Kuniavski - Decalajul dintre tehnic și psihic; N. Klado - Contemporanul și cosmosul (Andrei Tarkovski - Solaris) (traducător neprecizat)
- 441 / 1.04.1973 Ambrose Bierce - Stăpânul lui Moxon (traducere de Frida Papadache); Ion Hobana - Șahul, automatul și anticipația; Paul Mironescu - Adevăruri aproximative; Emanuel Reicher - Cronică (en passant fantastică) a șahului (XVIII)
- 442 / 15.04.1973 Adrian Rogoz (???) - Recoltă peste ani; Tudor Negoiță - Soluții optime; Adrian Rogoz - Anticipația și genul gnomic; Mircea Cârloanță - Propoziții; Victor Săhleanu - Secvențe dintr-un jurnal; Emanuel Reicher - Cronică (en passant fantastică) a șahului (XIX)
- 443 / 1.05.1973 Adrian Rogoz - Corneliu Omescu; Corneliu Omescu - Răpirea bărbaților; Emanuel Reicher - Cronică (en passant fantastică) a șahului (XX); Ion Hobana - Rezultatul celui de al III-lea concurs național de literatură științifico-fantastică (cu semnăturile membrilor din juriu: Ion Hobana, Silvian Iosifescu, [Ovid S. Crohmălniceanu]], Adrian Rogoz etc.)
- 444 / 15.05.1973 Adrian Rogoz (???) - Mircea Opriță; Mircea Opriță - O falie în timp; Emanuel Reicher - Cronică (en passant fantastică) a șahului (XXI); Adrian Rogoz - Veghind viitorul
- 445 / 1.06.1973 Adrian Rogoz (???) - Dragomir Horomnea; Dragomir Horomnea - O sută de ani; Emanuel Reicher - Cronică (en passant fantastică) a șahului (XXII); Sorin Sighișanu (alias Dionisie Crișan) - Timișoara '73; I. M. ȘTEFAN - Un om ales (Dinu Moroianu)
- 446 / 15.06.1973 Adrian Rogoz (???) - Dan D. Farcaș; Dan D. Farcaș - Preludiul de foc; Marcel Luca - Planeta fără pterodactili; Adrian Rogoz - Anavi Ádám; Anavi Ádám - Biblioteca Universalis; Emanuel Reicher - Cronică (en passant fantastică) a șahului (XXIII); Adrian Rogoz (???) - Premii pentru anticipație;  Alexandru Mironov - Arta științifico-fantastică și Jacques Wyrs
- 447 / 1.07.1973 Mircea Opriță - Figurine de ceară; Carmen Cioroianu - Confesiune;  Sorin Sighișanu - Zidul de nisip; Emanuel Reicher - Cronică (en passant fantastică) a șahului (XXIV)
- 448 / 15.07.1973 Adrian Rogoz (???) - Ștefan Zaides; Ștefan Zaides - Aventură în vacanță; Opinii: Science-fictionul în actualitatea timișoreană (anchetă, răspund: Sergiu Fărcășan, Iion Hobana, Adrian Rogoz, Ovidiu Șurianu); Emanuel Reicher - Cronică (en passant fantastică) a șahului (XXV)
- 449 / 1.08.1973 Galia Maria Gruder - Bizara Unk-Gra; Cristian-Ermei Popescu - Styxinfernii; Constantin Săplăcan - Redspațiumul; Emanuel Reicher - Cronică (en passant fantastică) a șahului (XXVI); Adrian Rogoz - În curând emisiuni SF românești pe micul ecran?; Dezbatere: filmul „Solaris”, regizor Andrei Tarkovski; E. Arab-Oglî - Omul și progresul; Ana Barbara Rebegea - Între sentiment și rațiune; Atanasie Toma - Da, Andrei Tarkovski!; Adrian Rogoz - Fenomene misterioase în largul coastelor argentiniene
- 450 / 15.08.1973 Romulus Dinu - Mesagerul mnezic; Constantin Gârban - Joncțiune; Viorica Nicoară - Dacă va fi liniște; Viorica Nicoară - Plătind virtutea; Emanuel Reicher - Cronică (en passant fantastică) a șahului (XXVII); I. M.Vintilă - Umor; Poșta cititorilor

### CPSF 451-466
- 451 / 1.09.1973 Victor Kernbach - Paradoxul dublurii; Mihai Nicola - Depanatorul (1); Dorel Dorian - Kelvin, Rubliov, Tarkovski; Emanuel Reicher - Cronică (en passant fantastică) a șahului (XXVIII)
- 452 / 15.09.1973 Andrei Vidraru - Sacrificiul; Adrian Rogoz - O fantezie exacerbată; Mihai Nicola - Depanatorul (2); Emanuel Reicher - Cronică (en passant fantastică) a șahului (XXIX); Petru Gavriliu - Umor
- 453 / 1.10.1973 Adrian Rogoz - În sfârșit, „solarisienii”; Mihu Antin - Labirintul timpului; Emanuel Reicher - Cronică (en passant fantastică) a șahului (XXX); Mihu Antin și Dan Nicolae Mihăilescu - Umor
- 454 / 15.10.1973 Andreia Sighișanu - Sky-trap; Pavel Cosmin - Să nu putem păcătui cu-n sărut?; Pavel Cosmin - Neverosimilul ghinion; Pavel Cosmin - Mă numesc Nae; Ilie Călian - Anticipația la Teatrul de păpuși Cluj („Planeta părăsită” de Mircea Opriță); Gheorghe Săsărman - Dacă ar trăi Jules Verne; Sorin Sighișanu - „Solarisul”-ul lui Andrei Tarkovski; K. Feoktistov - Ce ne învață Oceanul (traducere de Igor Block); Andrei Tarkovski - O experiență pentru viitor (traducere de Igor Block); Emanuel Reicher - Cronică (en passant fantastică) a șahului (XXXI)
- 455 / 1.11.1973 Gabriel Manolescu - Draga mea Cesy; Gabriel Manolescu - Ghitara cu vise; Gabriel Manolescu - Treizeci de ore; Eugen Moraru - Nu rupeți florile!; Eugen Moraru - Surpriza unui accident; Eugen Moraru - Monstrul de lemn; Eugen Moraru - Întoarcerea; Poșta cititorilor; Mircea Opriță - Un spectacol fantastic („Divertisment pentru vrăjitoare” de Vladimir Colin); Întâlnire internațională S.F.; Alexandru Mironov - Science-fiction dincolo de Cercul polar!; Emanuel Reicher - Cronică (en passant fantastică) a șahului (XXXII); Mihu Antin și Dan Nicolae Mihăilescu - Umor
- 456 / 15.11.1973 Dan Nicolae Mihăilescu - Ultimul Phoenix; Sorin Sighișanu - Lasă-mă să-mi pun ochelarii; Franz Rottensteiner - Anticipația europeană dincolo de ocean (traducere de Ioana Ruxandra Boiangiu); Emanuel Reicher - Cronică (en passant fantastică) a șahului (XXXIII); Alexandru Mironov - Olanda, Belgia și fenomenul S. F. Poșta redacției; Gabriel Manolescu - Umor; Teodor Axioti - Delfini; Adrian Rogoz - Ion Hobana într-o antologie în limba germană
- 457 / 1.12.1973 Igor Rosohovatski - Noaptea planctonului (Пусть сеятель знает, 1) (traducere de Igor Block); Mihai Popescu și Alexandru Mironov - Alain Schlokoff și a doua convenție franceză a filmului fantastic; Emanuel Reicher - Cronică (en passant fantastică) a șahului (XXXIV); Dan Nicolae Mihăilescu și Mihu Antin - Șahiada; Sorin Ciobotaru - Șahul și teoria grafurilor
- 458 / 15.12.1973 Igor Rosohovatski - Noaptea planctonului (2) (traducere de Igor Block); Florin Calafateanu - Măști de sticlă; Emanuel Reicher - Cronică (en passant fantastică) a șahului (XXXV)
- 459 / 1.01.1974 Igor Rosohovatski - Noaptea planctonului (3) (traducere de Igor Block); Gabriel Manolescu - Micro-macro; Emanuel Reicher - Cronică (en passant fantastică) a șahului (XXXVI); Maximin Tracul - Fantezii de centaur: Neliniște secretă; Adrian Rogoz - Voicu Bugariu (eseu); Voicu Bugariu - Science-fiction (eseu)
- 460 / 15.01.1974 Igor Rosohovatski - Noaptea planctonului (4) (traducere de Igor Block); Emanuel Reicher - Cronică (en passant fantastică) a șahului (XXXVII); Maximin Tracul - Fantezii de centaur: Medalie și revers; Mihu Antin - Șahiada (caricatură); Dan Nicolae Mihăilescu - Șahiada (caricatură)
- 461 / 1.02.1974 Igor Rosohovatski - Noaptea planctonului (5) (traducere de Igor Block); Maximin Tracul - Fantezii de centaur: Cazul Phaeton (eseu); Ana Barbara Rebegea - O pledoarie pentru science-fiction (eseu); Dragomir Horomnea - Un succes al Televiziunii: Dezbaterea genului științifico-fantastic (eseu); Emanuel Reicher - Cronică (en passant fantastică) a șahului (XXXVIII) (eseu)
- 462 / 15.02.1974 Adrian Rogoz - Geo Bogza, rătăcitorul, insolitul nostru Harun al-Rașid (eseu); Geo Bogza - Science-fiction; Nicolae Savu - Ciclu retransmis (nuvelă); Mihu Antin - Un oltean în Lună; Maximin Tracul - Fantezii de centaur: A de la Andromeda (eseu); Ovidiu Rîureanu - Despre informare, fantezie și gîndire logică (eseu; cu ocazia apariției ed. a II-a a Enigmele miturilor astrale de Victor Kernbach);  Emanuel Reicher - Cronică (en passant fantastică) a șahului (XXXIX) (eseu)
- 463 / 1.03.1974 Tudor Negoiță - Defectul de a pune-ntrebări; Maximin Tracul - Fantezii de centaur: Paralela 37° (eseu); Ovidiu Rîureanu - Despre extraordinar, insolit, bizar, enigmatic, fantastic și absurd (eseu); Emanuel Reicher - Cronică (en passant fantastică) a șahului (XXXX) (eseu)
- 464 / 15.03.1974 Adrian Rogoz - Roger Georgescu (eseu); Roger Georgescu - O. Z. N.-ul (teatru SF); Maximin Tracul - Fantezii de centaur: Un chin numit Solaris (eseu); Ana Barbara Rebegea - Pulsul nostru actual: Science-fictionul - compromis între fantastic și știință? (1) (eseu); Emanuel Reicher și Adrian Rogoz - Tabloul periodic al dezvoltării șahului (eseu)
- 465 / 1.04.1974 Adrian Rogoz (ca A.R.) - Ovidiu Păun (eseu);  Ovidiu Păun - Mesajul lui Paganini; Ana Barbara Rebegea - Pulsul nostru actual: Science-fictionul - compromis între fantastic și știință? (2); Maximin Tracul - Fantezii de centaur: Salve, Lucretius!; Adrian Rogoz și Emanuel Reicher - Cronică fantastică a șahului (eseu)
- 466 / 15.04.1974 Adrian Rogoz (ca A.R.) - Ruxandra Niculescu (eseu);  Ruxandra Niculescu - Strada Plopilor vechi; Victor Kernbach - Când sus; Ana Barbara Rebegea - Pulsul nostru actual: Viitorul despre amintiri; Dragomir Horomnea - „Omul invizibil”, o dramatizare de excepție pe scena teatrului „Ion Creangă”; Adrian Rogoz și Emanuel Reicher - Cronică fantastică a șahului (eseu)

## Legături către celelalte pagini despre CPSF
- CPSF 1-100
- CPSF 101-200
- CPSF 201-300
- CPSF 301-400
- CPSF 467-...